# Copa América de 2019 – Grupo A

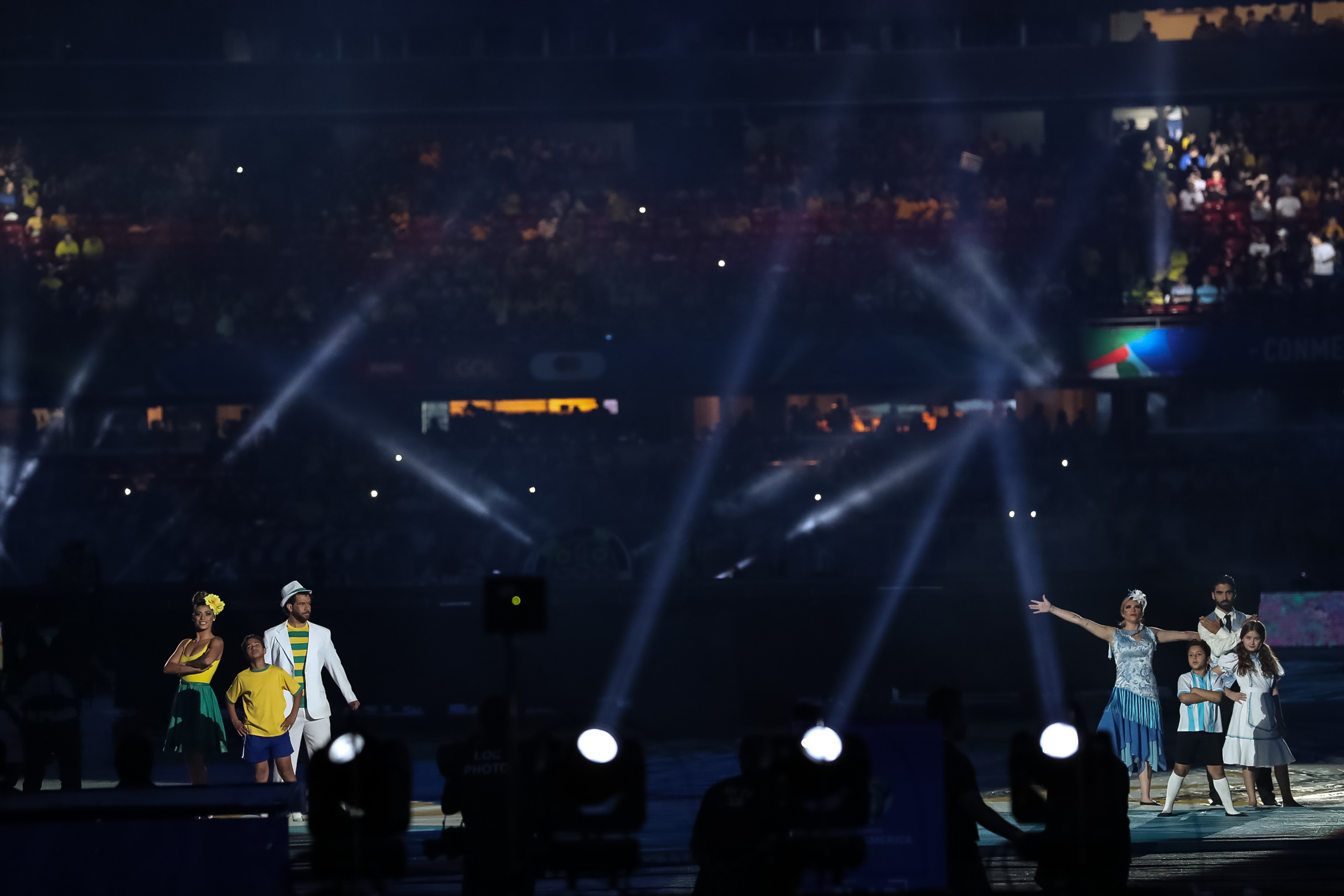
Partida entre Brasil e Bolívia foi a inaugural do grupo A e também da competição.

O Grupo A da Copa América de 2019, 46ª edição desta competição realizada quadrienalmente pela Confederação Sul-Americana de Futebol (CONMEBOL), reuniu as seleções do Brasil, da Bolívia, da Venezuela e do Peru. Os jogos deste grupo foram realizados em cinco cidades brasileiras. Os componentes deste grupo foram definidos por sorteio realizado em 24 de janeiro de 2019 na Cidade das Artes, Rio de Janeiro.

## Equipes
| Inscrição            | Seleção   | Participação | Melhor resultado anterior                                 |
| -------------------- | --------- | ------------ | --------------------------------------------------------- |
| A1 (cabeça-de-chave) | Brasil    | 36ª          | Campeão (1919, 1922, 1949, 1989, 1997, 1999, 2004 e 2007) |
| A2                   | Bolívia   | 27ª          | Campeão (1963)                                            |
| A3                   | Venezuela | 18ª          | 4º lugar (2011)                                           |
| A4                   | Peru      | 32ª          | Campeão (1939 e 1975)                                     |

## Histórico dos confrontos
Brasil vs. Bolívia
As seleções do Brasil e da Bolívia enfrentaram-se 29 vezes, sendo uma partida válida pela Copa do Mundo FIFA, quinze pelas Eliminatórias da Copa do Mundo FIFA, três partidas amistosas e dez pela Copa América. O Brasil venceu vinte partidas, marcando 96 gols ao total, enquanto a Bolívia venceu cinco partidas, marcando 25 gols ao total, tendo quatro partidas empatadas. A maior diferença de gols em partidas vitoriosas do Brasil ocorreu no dia 10 de abril de 1949 pelo placar de 10–1, válida pelo Campeonato Sul-Americano de Futebol de 1949. Já para a Bolívia, a vitória com maior diferença de gols ocorreu no dia 7 de novembro de 2001, pelo placar de 3–1, válida pelas Eliminatórias da Copa do Mundo FIFA de 2002.
Venezuela vs. Peru
As seleções da Venezuela e do Peru enfrentaram-se 33 vezes, sendo dezesseis pelas Eliminatórias da Copa do Mundo FIFA, dez partidas amistosas e sete pela Copa América. A Venezuela venceu oito partidas, marcando 39 gols ao total, enquanto o Peru venceu vinte partidas, marcando sessenta gols ao total, tendo cinco partidas empatadas. A maior diferença de gols em partidas vitoriosas da Venezuela ocorreu no dia 3 de setembro de 2005, pelo placar de 4–1, válida Eliminatórias da Copa do Mundo FIFA de 2006. Já para o Peru, a vitória com maior diferença de gols ocorreu no dia 12 de julho de 1991, pelo placar de 5–1, válida pela Copa América de 1991.
Bolívia vs. Peru
As seleções da Bolívia e do Peru enfrentaram-se 47 vezes, sendo 17 partidas válidas pelas Eliminatórias da Copa do Mundo FIFA, 15 partidas amistosas e 15 pela Copa América. A Bolívia venceu treze partidas, marcando 45 gols ao total, enquanto o Peru venceu 22 partidas, marcando 73 gols ao total, tendo doze partidas empatadas. A maior diferença de gols em partidas vitoriosas da Bolívia ocorreu no dia 11 de outubro de 2008 pelo placar de 3–0, válida pelas Eliminatórias da Copa do Mundo FIFA de 2010. Já para o Peru, a vitória com maior diferença de gols ocorreu no dia 17 de julho de 1977, pelo placar de 5–0, válida pelas Eliminatórias da Copa do Mundo FIFA de 1978.
Brasil vs. Venezuela
As seleções do Brasil e da Venezuela enfrentaram-se 24 vezes, sendo 16 partidas válidas pelas Eliminatórias da Copa do Mundo FIFA, uma partida amistosa e sete pela Copa América. O Brasil venceu 21 partidas, marcando 89 gols ao total, enquanto a Venezuela venceu uma partida, marcando oito gols ao total, tendo duas partidas empatadas. A maior diferença de gols em partidas vitoriosas do Brasil ocorreu no dia 30 de junho de 1999 pelo placar de 7–0, válida pela Copa América de 1999. Já para a Venezuela, a vitória com maior diferença de gols ocorreu no dia 6 de junho de 2008, pelo placar de 2–0, em partida amistosa.
Peru vs. Brasil
As seleções do Brasil e do Peru enfrentaram-se 43 vezes, sendo duas partidas válidas pela Copa do Mundo FIFA, onze pelas Eliminatórias da Copa do Mundo FIFA, treze partidas amistosas e dezessete pela Copa América. O Brasil venceu trinta partidas, marcando noventa gols ao total, enquanto o Peru venceu quatro partidas, marcando 29 gols ao total, tendo nove partidas empatadas. A maior diferença de gols em partidas vitoriosas do Brasil ocorreu no dia 26 de junho de 1997 pelo placar de 7–0, válida pela Copa América de 1997. Já para o Peru, a vitória com maior diferença de gols ocorreu no dia 30 de setembro de 1975, pelo placar de 3–1, válida pela Copa América de 1975.
Bolívia vs. Venezuela
As seleções da Bolívia e da Venezuela enfrentaram-se 36 vezes, sendo 18 partidas válidas pelas Eliminatórias da Copa do Mundo FIFA, quatorze partidas amistosas e quatro pela Copa América. A Bolívia venceu dezesseis partidas, marcando 73 gols ao total, enquanto a Venezuela venceu dez partidas, marcando cinquenta gols ao total, tendo dez partidas empatadas. A maior diferença de gols em partidas vitoriosas da Bolívia ocorreu no dia 21 de agosto de 1993 pelo placar de 7–0, válida pelas Eliminatórias da Copa do Mundo FIFA de 1994. Já para a Venezuela, a vitória com maior diferença de gols ocorreu no dia 10 de novembro de 2016, pelo placar de 5–0, válida pelas Eliminatórias da Copa do Mundo FIFA de 2018.
| Seleção   | BRA | BRA | BRA | BRA | BOL | BOL | BOL | BOL | VEN | VEN | VEN | VEN | PER | PER | PER | PER |
| Seleção   | CM  | ECM | AM  | CA  | CM  | ECM | AM  | CA  | CM  | ECM | AM  | CA  | CM  | ECM | AM  | CA  |
| --------- | --- | --- | --- | --- | --- | --- | --- | --- | --- | --- | --- | --- | --- | --- | --- | --- |
| Brasil    | —   | —   | —   | —   | 1   | 15  | 3   | 10  | 0   | 16  | 1   | 7   | 2   | 11  | 13  | 17  |
| Bolívia   | 1   | 15  | 3   | 10  | —   | —   | —   | —   | 0   | 18  | 14  | 4   | 0   | 17  | 15  | 15  |
| Venezuela | 0   | 16  | 1   | 7   | 0   | 18  | 14  | 4   | —   | —   | —   | —   | 0   | 16  | 10  | 7   |
| Peru      | 2   | 11  | 13  | 17  | 0   | 17  | 15  | 15  | 0   | 16  | 10  | 7   | —   | —   | —   | —   |

Legenda
- CM: Copa do Mundo
- ECM: Eliminatórias da Copa do Mundo
- AM: Partida amistosa
- CA: Copa América

## Estádios
Os jogos do grupo A serão disputados nos estádios localizados nas cidades de São Paulo, Rio de Janeiro, Porto Alegre, Salvador e Belo Horizonte.
| Estádio do Maracanã | Estádio do Morumbi | Arena Corinthians  |
| Capacidade: 78 838  | Capacidade: 77 011 | Capacidade: 47 605 |
|                     |                    |                    |
| A3                  | A1                 | A5                 |
| Belo Horizonte      | Porto Alegre       | Salvador           |
| Estádio Mineirão    | Arena do Grêmio    | Arena Fonte Nova   |
| Capacidade: 58 170  | Capacidade: 55 662 | Capacidade: 51 900 |
|                     |                    |                    |
| A6                  | A2                 | A4                 |

## Classificação
|  | Equipes qualificadas para a fase final           |
|  | Equipe qualificada como melhor terceira colocada |
|  | Equipe eliminada                                 |

| Pos. | Seleção   | Pts | J | V | E | D | GP | GC | SG |
| ---- | --------- | --- | - | - | - | - | -- | -- | -- |
| 1    | Brasil    | 7   | 3 | 2 | 1 | 0 | 8  | 0  | +8 |
| 2    | Venezuela | 5   | 3 | 1 | 2 | 0 | 3  | 1  | +2 |
| 3    | Peru      | 4   | 3 | 1 | 1 | 1 | 3  | 6  | –3 |
| 4    | Bolívia   | 0   | 3 | 0 | 0 | 3 | 2  | 9  | –7 |

## Jogos
Todos os jogos seguem o fuso horário de Brasília (UTC−3).

### Brasil vs. Bolívia
| 14 de junho | Brasil                                         | 3 – 0     | Bolívia | Estádio do Morumbi, São Paulo              |
| 21:30       | Philippe Coutinho 49' (pen), 52' · Everton 84' | Relatório |         | Público: 51 587 Árbitro: ARG Néstor Pitana |

| Brasil | Bolívia |

| G              | 1  | Alisson           |     |     |
| LD             | 13 | Daniel Alves      |     |     |
| Z              | 2  | Thiago Silva      |     |     |
| Z              | 4  | Marquinhos        |     |     |
| LE             | 6  | Filipe Luís       |     |     |
| V              | 5  | Casemiro          |     |     |
| V              | 17 | Fernandinho       |     |     |
| M              | 11 | Philippe Coutinho | 67' |     |
| A              | 7  | David Neres       |     | 80' |
| A              | 20 | Roberto Firmino   |     | 64' |
| A              | 21 | Richarlison       |     | 83' |
| Substituições: |    |                   |     |     |
| A              | 9  | Gabriel Jesus     |     | 64' |
| A              | 19 | Everton           |     | 80' |
| A              | 10 | Willian           |     | 83' |
| Treinador:     |    |                   |     |     |
| Tite           |    |                   |     |     |

| G                | 1  | Carlos Lampe        |     |     |
| LD               | 4  | Luis Haquin         |     |     |
| Z                | 6  | Erwin Saavedra      |     | 64' |
| LE               | 17 | Marvin Bejarano     |     |     |
| V                | 20 | Fernando Saucedo    | 20' | 59' |
| M                | 8  | Diego Bejarano      |     |     |
| M                | 22 | Adrián Jusino       |     |     |
| M                | 14 | Raúl Castro         |     | 74' |
| M                | 3  | Alejandro Chumacero |     |     |
| M                | 7  | Leonel Justiniano   |     |     |
| A                | 9  | Marcelo Martins     |     |     |
| Substituições:   |    |                     |     |     |
| M                | 16 | Diego Wayar         |     | 59' |
| A                | 11 | Leonardo Vaca       |     | 64' |
| M                | 19 | Ramiro Vaca         |     | 74' |
| Treinador:       |    |                     |     |     |
| Eduardo Villegas |    |                     |     |     |

| Homem do jogo: Philippe Coutinho Assistentes: ARG Hernán Maidana ARG Juan Pablo Belatti Quarto árbitro: ECU Roddy Zambrano Árbitro assistente de vídeo: ARG Patricio Loustau Assistentes do árbitro assistente de vídeo: ARG Fernando Rapallini ARG Ezequiel Brailovsky |

### Venezuela vs. Peru
| 15 de junho | Venezuela | 0 – 0     | Peru | Arena do Grêmio, Porto Alegre              |
| 16:00       |           | Relatório |      | Público: 17 482 Árbitro: COL Wilmar Roldán |

| Venezuela | Peru |

| G              | 1  | Wuilker Faríñez    |         |     |
| LD             | 16 | Roberto Rosales    |         |     |
| Z              | 4  | Jhon Chancellor    |         |     |
| Z              | 2  | Mikel Villanueva   |         |     |
| LE             | 14 | Luis Mago          | 5', 74' |     |
| V              | 5  | Júnior Moreno      |         | 78' |
| V              | 8  | Tomás Rincón       |         |     |
| V              | 6  | Yangel Herrera     |         |     |
| M              | 15 | Jhon Murillo       |         | 83' |
| M              | 10 | Jefferson Savarino |         | 68' |
| A              | 23 | Salomón Rondón     |         |     |
| Substituições: |    |                    |         |     |
| M              | 7  | Darwin Machís      |         | 68' |
| V              | 20 | Ronald Hernández   |         | 78' |
| M              | 18 | Yeferson Soteldo   |         | 83' |
| Treinador:     |    |                    |         |     |
| Rafael Dudamel |    |                    |         |     |

| G              | 1  | Pedro Gallese       |       |     |
| LD             | 17 | Luis Advíncula      |       |     |
| Z              | 15 | Carlos Zambrano     |       |     |
| Z              | 2  | Luis Abram          |       |     |
| LE             | 6  | Miguel Trauco       |       |     |
| V              | 13 | Renato Tapia        | 25'   |     |
| V              | 19 | Yoshimar Yotún      |       | 66' |
| M              | 10 | Jefferson Farfán    |       |     |
| M              | 8  | Christian Cueva     |       | 45' |
| M              | 23 | Christofer Gonzáles |       | 87' |
| A              | 9  | Paolo Guerrero      |       |     |
| Substituições: |    |                     |       |     |
| M              | 20 | Edison Flores       |       | 45' |
| V              | 14 | Andy Polo           |       | 66' |
| M              | 18 | André Carrillo      | 90+2' | 87' |
| Treinador:     |    |                     |       |     |
| Ricardo Gareca |    |                     |       |     |

| Homem do jogo: Paolo Guerrero Assistentes: COL Alexander Guzmán COL Jhon León Quarto árbitro: ECU Carlos Orbe Árbitro assistente de vídeo: URU Leodán González Assistentes do árbitro assistente de vídeo: COL Andrés Rojas ECU Cristian Lescano |

### Bolívia vs. Peru
| 18 de junho | Bolívia           | 1 – 3     | Peru                                     | Estádio do Maracanã, Rio de Janeiro         |
| 18:30       | Martins 27' (pen) | Relatório | Guerrero 44' · Farfán 54' · Flores 90+5' | Público: 26 358 Árbitro: ECU Roddy Zambrano |

| Bolívia | Peru |

| G                | 1  | Carlos Lampe        |     |     |
| LD               | 8  | Diego Bejarano      |     |     |
| Z                | 4  | Luis Haquin         | 82' |     |
| Z                | 22 | Adrián Jusino       |     |     |
| LE               | 17 | Marvin Bejarano     |     |     |
| M                | 6  | Erwin Saavedra      |     | 73' |
| M                | 7  | Leonel Justiniano   |     |     |
| M                | 20 | Fernando Saucedo    |     | 71' |
| M                | 3  | Alejandro Chumacero | 30' |     |
| A                | 14 | Raúl Castro         |     | 80' |
| A                | 9  | Marcelo Martins     |     |     |
| Substituições:   |    |                     |     |     |
| Z                | 21 | Roberto Fernández   | 72' | 71' |
| A                | 11 | Leonardo Vaca       |     | 73' |
| A                | 18 | Gilbert Álvarez     |     | 80' |
| Treinador:       |    |                     |     |     |
| Eduardo Villegas |    |                     |     |     |

| G              | 1  | Pedro Gallese       |     |       |
| LD             | 17 | Luis Advíncula      |     |       |
| Z              | 15 | Carlos Zambrano     | 27' | 85'   |
| Z              | 2  | Luis Abram          |     |       |
| LE             | 6  | Miguel Trauco       |     |       |
| M              | 13 | Renato Tapia        |     |       |
| M              | 19 | Yoshimar Yotún      |     |       |
| M              | 10 | Jefferson Farfán    |     |       |
| M              | 8  | Christian Cueva     |     | 79'   |
| M              | 14 | Andy Polo           |     |       |
| A              | 9  | Paolo Guerrero      | 42' | 90+3' |
| Substituições: |    |                     |     |       |
| M              | 20 | Edison Flores       |     | 79'   |
| Z              | 5  | Miguel Araujo       |     | 85'   |
| M              | 23 | Christofer Gonzáles |     | 90+3' |
| Treinador:     |    |                     |     |       |
| Ricardo Gareca |    |                     |     |       |

| Homem do jogo: Paolo Guerrero Assistentes: ECU Christian Lescano ECU Byron Romero Quarto árbitro: CHI Piero Maza Árbitro assistente de vídeo: URU Esteban Ostojich Assistentes do árbitro assistente de vídeo: COL Nicolás Gallo ARG Hernán Maidana |

### Brasil vs. Venezuela
| 18 de junho | Brasil | 0 – 0     | Venezuela | Arena Fonte Nova, Salvador                  |
| 21:30       |        | Relatório |           | Público: 42 571 Árbitro: CHI Julio Bascuñán |

| Brasil | Venezuela |

| G              | 1  | Alisson           |     |     |
| LD             | 13 | Daniel Alves      |     |     |
| Z              | 2  | Thiago Silva      |     |     |
| Z              | 4  | Marquinhos        |     |     |
| LE             | 6  | Filipe Luís       |     |     |
| V              | 5  | Casemiro          | 41' | 57' |
| V              | 8  | Arthur            |     |     |
| M              | 11 | Philippe Coutinho |     |     |
| A              | 21 | Richarlison       |     | 45' |
| A              | 20 | Roberto Firmino   |     |     |
| A              | 7  | David Neres       |     | 71' |
| Substituições: |    |                   |     |     |
| A              | 9  | Gabriel Jesus     |     | 45' |
| V              | 17 | Fernandinho       |     | 57' |
| A              | 19 | Everton           |     | 71' |
| Treinador:     |    |                   |     |     |
| Tite           |    |                   |     |     |

| G              | 1  | Wuilker Faríñez    |     |     |
| LD             | 16 | Roberto Rosales    |     |     |
| Z              | 3  | Yordan Osorio      |     |     |
| Z              | 2  | Mikel Villanueva   |     |     |
| LE             | 20 | Ronald Hernández   |     |     |
| V              | 5  | Júnior Moreno      |     |     |
| M              | 7  | Darwin Machís      |     | 75' |
| V              | 6  | Yangel Herrera     |     | 65' |
| V              | 8  | Tomás Rincón       |     |     |
| M              | 15 | Jhon Murillo       | 36' |     |
| A              | 23 | Salomón Rondón     |     | 85' |
| Substituições: |    |                    |     |     |
| A              | 18 | Yeferson Soteldo   |     | 65' |
| M              | 19 | Arquímedes Figuera |     | 75' |
| A              | 17 | Josef Martínez     |     | 85' |
| Treinador:     |    |                    |     |     |
| Rafael Dudamel |    |                    |     |     |

| Homem do jogo: Philippe Coutinho Assistentes: CHI Christian Schiemann CHI Claudio Ríos Quarto árbitro: COL Andrés Rojas Árbitro assistente de vídeo: CHI Roberto Tobar Assistentes do árbitro assistente de vídeo: ARG Fernando Rapallini COL Alexander Guzmán |

### Peru vs. Brasil
| 22 de junho | Peru | 0 – 5     | Brasil                                                                            | Arena Corinthians, São Paulo                    |
| 16:00       |      | Relatório | Casemiro 11' · Roberto Firmino 18' · Everton 31' · Daniel Alves 53' · Willian 90' | Público: 45 067 Árbitro: ARG Fernando Rapallini |

| Peru | Brasil |

| G              | 1  | Pedro Gallese       |     |     |
| LD             | 17 | Luis Advíncula      | 80' |     |
| Z              | 5  | Miguel Araujo       |     |     |
| Z              | 2  | Luis Abram          |     |     |
| LE             | 6  | Miguel Trauco       |     |     |
| V              | 13 | Renato Tapia        |     |     |
| M              | 14 | Andy Polo           |     |     |
| M              | 19 | Yoshimar Yotún      | 15' | 46' |
| M              | 10 | Jefferson Farfán    |     |     |
| M              | 8  | Christian Cueva     |     | 66' |
| A              | 9  | Paolo Guerrero      |     | 54' |
| Substituições: |    |                     |     |     |
| M              | 20 | Edison Flores       |     | 46' |
| M              | 23 | Christofer Gonzáles |     | 54' |
| M              | 7  | Josepmir Ballón     |     | 66' |
| Treinador:     |    |                     |     |     |
| Ricardo Gareca |    |                     |     |     |

| G              | 1  | Alisson           |     |     |
| LD             | 13 | Daniel Alves      |     |     |
| Z              | 4  | Marquinhos        |     |     |
| Z              | 2  | Thiago Silva      | 77' |     |
| LE             | 6  | Filipe Luís       |     | 56' |
| V              | 8  | Arthur            |     |     |
| V              | 5  | Casemiro          | 9'  | 69' |
| M              | 11 | Philippe Coutinho |     | 76' |
| M              | 9  | Gabriel Jesus     |     |     |
| M              | 19 | Everton           |     |     |
| A              | 20 | Roberto Firmino   |     |     |
| Substituições: |    |                   |     |     |
| Z              | 12 | Alex Sandro       |     | 56' |
| M              | 15 | Allan             |     | 69' |
| M              | 10 | Willian           |     | 76' |
| Treinador:     |    |                   |     |     |
| Tite           |    |                   |     |     |

| Homem do jogo: Everton Assistentes: ARG Hernán Maidana ARG Eduardo Cardozo Quarto árbitro: PAR Arnaldo Samaniego Árbitro assistente de vídeo: COL Andrés Rojas Assistentes do árbitro assistente de vídeo: COL Nicolás Gallo COL Wilmar Navarro |

### Bolívia vs. Venezuela
| 22 de junho | Bolívia        | 1 – 3     | Venezuela                     | Estádio Mineirão, Belo Horizonte              |
| 16:00       | Justiniano 82' | Relatório | Machís 1', 54' · Martínez 86' | Público: 11 746 Árbitro: URU Esteban Ostojich |

| Bolívia | Venezuela |

| G                | 1  | Carlos Lampe      |     |     |
| LD               | 8  | Diego Bejarano    |     |     |
| Z                | 4  | Luis Haquin       |     |     |
| Z                | 22 | Adrián Jusino     |     |     |
| LE               | 17 | Marvin Bejarano   |     | 71' |
| V                | 7  | Leonel Justiniano | 5'  |     |
| V                | 15 | Paul Arano        |     |     |
| M                | 20 | Fernando Saucedo  |     |     |
| M                | 11 | Leonardo Vaca     |     | 34' |
| M                | 19 | Ramiro Vaca       |     |     |
| A                | 9  | Marcelo Martins   |     | 77' |
| Substituições:   |    |                   |     |     |
| M                | 14 | Raúl Castro       | 62' | 34' |
| M                | 21 | Roberto Fernández |     | 71' |
| A                | 18 | Gilbert Álvarez   |     | 77' |
| Treinador:       |    |                   |     |     |
| Eduardo Villegas |    |                   |     |     |

| G              | 1  | Wuilker Faríñez    |  |     |
| LD             | 20 | Ronald Hernández   |  |     |
| Z              | 4  | Jhon Chancellor    |  |     |
| Z              | 14 | Luis Mago          |  |     |
| LE             | 16 | Roberto Rosales    |  |     |
| V              | 5  | Júnior Moreno      |  |     |
| M              | 10 | Jefferson Savarino |  |     |
| M              | 11 | Juanpi             |  | 58' |
| M              | 8  | Tomás Rincón       |  |     |
| M              | 7  | Darwin Machís      |  | 71' |
| A              | 23 | Salomón Rondón     |  | 85' |
| Substituições: |    |                    |  |     |
| M              | 18 | Yeferson Soteldo   |  | 58' |
| A              | 17 | Josef Martínez     |  | 71' |
| M              | 15 | Jhon Murillo       |  | 85' |
| Treinador:     |    |                    |  |     |
| Rafael Dudamel |    |                    |  |     |

| Homem do jogo: Darwin Machís Assistentes: URU Nicolás Tarán URU Richard Trinidad Quarto árbitro: ECU Carlos Orbe Árbitro assistente de vídeo: ARG Néstor Pitana Assistentes do árbitro assistente de vídeo: CHI Piero Maza COL Alexander Guzmán |